# Roger Joseph Heckel
Roger Joseph Heckel (La Walck, 18 luglio 1922 – Strasburgo, 26 settembre 1982) è stato un vescovo cattolico francese.

## Biografia
Roger Joseph Heckel nacque a La Walck il 18 luglio 1922 in un'antica famiglia alsaziana di produttori di scarpe ancora oggi celebre per le calzature di sicurezza.

### Formazione e ministero sacerdotale
Il 17 ottobre 1941 entrò nella Compagnia di Gesù. Nel 1945 - 1946, seguì il confratello Jean du Rivau, uno dei pionieri della riconciliazione franco-tedesca, nell'istituzione del Centre de Relations Franco Allemandes, precursore del Bureau international de liaison et de documentation. Questo ufficio favorisce la conoscenza reciproca tra francesi e tedeschi e contribuì alla riconciliazione tra questi due popoli. Ancora oggi pubblica una rivista bilingue Documents/Dokumente.
Conseguì una licenza in filosofia scolastica e poi una seconda in teologia. Si laureò anche in diritto e lettere. Ottenne anche un diploma all'Istituto di studi politici di Parigi.
Il 25 luglio 1954 venne ordinato presbitero. Dall'anno successivo al 1956 prestò servizio a Cleveland dove venne introdotto nella società americana. Al suo ritorno divenne cappellano generale della Gioventù agricola cattolica.  Dal 1958 al 1967 insegnò all'Istituto di scienze sociali dell'Institut catholique di Parigi e al seminario "Saint-Sulpice" di Issy-les-Moulineaux. Durante questo periodo fu anche cappellano dei Centre chrétien des Patrons. Dal 1961 al 1975 diresse il Cahiers d'Action Religieuse et Sociale.
Nel 1975 da papa Paolo VI lo chiamò nella Curia romana prima come vice-segretario e dall'anno successivo come sottosegretario della Pontificia commissione "Justitia et Pax". Il 1º giugno 1977 venne promosso segretario dello stesso dicastero.

### Ministero episcopale
Il 27 marzo 1980 papa Giovanni Paolo II lo nominò vescovo coadiutore di Strasburgo. Ricevette l'ordinazione episcopale il 15 giugno successivo dal vescovo di Strasburgo Léon-Arthur-Auguste Elchinger, coconsacranti il vescovo ausiliare della stessa diocesi Charles-Amarin Brand e il vicario apostolico di Katiola Emile Durrheimer.
Nel 1982 il cardinale Jean-Marie Lustiger lo invitò con altri cinque vescovi a predicare alle conferenze quaresimali nella cattedrale di Notre-Dame di Parigi.
Affetto da un tumore al cervello, morì prematuramente a Strasburgo il 26 settembre 1982.

## Opere
- Self-reliance, compter sur soi. di padre Roger Heckel, S.I.; Pontificia commissione "Justitia et Pax".
- Lutte contre le racisme, contributions de l’Église, di padre Roger Heckel, S.I. Pontificia Commissione "Justitia et Pax".
- Le chrétien et le pouvoir: légitimité, résistance, insurrection. Éditions du Centurion, 1962.

## Genealogia episcopale
La genealogia episcopale è:
- Cardinale Scipione Rebiba
- Cardinale Giulio Antonio Santori
- Cardinale Girolamo Bernerio, O.P.
- Arcivescovo Galeazzo Sanvitale
- Cardinale Ludovico Ludovisi
- Cardinale Luigi Caetani
- Cardinale Ulderico Carpegna
- Cardinale Paluzzo Paluzzi Altieri degli Albertoni
- Papa Benedetto XIII
- Papa Benedetto XIV
- Papa Clemente XIII
- Cardinale Marcantonio Colonna
- Cardinale Giacinto Sigismondo Gerdil, B.
- Cardinale Giulio Maria della Somaglia
- Cardinale Carlo Odescalchi, S.I.
- Cardinale Costantino Patrizi Naro
- Cardinale Lucido Maria Parocchi
- Papa Pio X
- Arcivescovo Eugène-Jacques Grellier
- Cardinale Emmanuel Célestin Suhard
- Vescovo Jean-Julien Weber, P.S.S.
- Vescovo Léon-Arthur-Auguste Elchinger
- Vescovo Roger Joseph Heckel